# Much Hadham
Much Hadham és una entitat de població al districte d'East Hertfordshire a Hertfordshire (Anglaterra), anteriorment coneguda com a Great Hadham. Està situada a la carretera B1004, a mig camí entre Ware i Bishop's Stortford. En el cens de 2001 s'hi va registrar una població de 1994 habitants.
Hi ha una escola primària i dues esglésies mantingudes per l'església d'Anglaterra. L'església parroquial de Much Hadham, construïda en gran part entre 1225 i 1450, es caracteritza per ser compartida entre dues parròquies, catòliques i anglicanes. L'entrada a l'església està adornada amb dues escultures de Henry Moore, que vivia al llogaret pròxim de Green Perry fins a la seva mort el 1986.
Al costat de l'església, hi ha un palau que havia estat la casa de camp dels bisbes de Londres durant 800 anys. És possible que la dinastia Tudor hagués començat aquí, donat que la vídua d'Enric V d'Anglaterra, Caterina de Valois, podria haver donar a llum a Edmund Tudor, el primer comte de Richmond, el fill del qual, Enric VII d'Anglaterra va ascendir al tron després de la batalla de Bosworth Field.